# Enzo Avitabile (album)
Enzo Avitabile è un album di Enzo Avitabile, pubblicato nel 1991.

## Tracce
1. Si fa tardi – 4:02
2. Io non ci resisto più – 4:26
3. Accendi il tuo sole – 4:18
4. Dammi dammi – 4:37
5. La mia storia – 4:32
6. Per te – 6:20
7. Vide c' 'o tteng' – 6:17
8. Negli occhi solo tu – 2:20
9. Colonizzati – 4:47
10. La pioggia mai – 5:07